# Mordellistena grammica
Mordellistena grammica es una especie de coleóptero de la familia Mordellidae.

## Distribución geográfica
Habita en  Estados Unidos.